# 야마모토 유리코
야마모토 유리코(山本百合子, 1960년 2월 13일~)는 일본의 여자 성우이다. 본명은 야마모토 유리코(山本 ユリ子)이다. 혈액형은 A형. 출신지는 도쿄도 히노시이며 소속사는 아오니 프로덕션.

## 출연작

### TV 애니메이션
1983년
- 들장미 소녀 제니 (죠지)

1984년
- 몽전사 윙맨 (모리모토 모모코)
- 세기말구세주전설 북두의 권 1 (유리아)

1985년
- 초수기신 단쿠가 (유키 사라)

1987년
- 세기말구세주전설 북두의 권 2 (유리아)

1988년
- 싸워라 라면맨 (라냐)

1992년
- 성전 (소마)

1993년
- 기신병단 (후지시마 요시코)

1995년
- 미소녀전사 세일러문 SuperS 스페셜 (리리카 유벨)

2017년
- 원피스 (빈스모크 소라)

### 극장판 애니메이션
1982년
- 내 청춘의 아르카디아 (라 미메)

1985년
- 카무이의 검 (치코)

1986년
- 도라에몽 노비타와 철인병단 (리루루)
- 세기말구세주전설 북두의 권 (유리아)

1997년
- 짱구는 못말려 암흑마왕 대추적 (히가시 마츠야마 요네)

### OVA
1989년
- 지구인 (타카코)

1992년
- 신 동거시대 (토타니 에리)

2003년
- 세인트 세이야 명왕 하데스 12궁편 (마린)